# Renata Paradowska
Renata Paradowska (wcześniej jako Renata Sobiesiak ur. 14 czerwca 1970) – polska lekkoatletka, specjalistka od średnich i długich dystansów.

## Kariera
Trzykrotna Mistrzyni Polski. Dwukrotnie na stadionie (1997 – półmaraton oraz bieg na 10 000 m) oraz raz w hali (1995 – bieg na 1500 m). Wszystkie tytuły zdobyła, reprezentując klub Eris Piaseczno. Wielokrotnie reprezentowała Polskę na międzynarodowych imprezach, jednak bez medalowych zdobyczy, zajęła m.in. 11. miejsce w biegu maratońskim podczas Mistrzostw Europy w Lekkoatletyce (Budapeszt 1998).

## Rekordy życiowe
- bieg na 400 m – 56,16 (16 lipca 1991, Warszawa)
- bieg na 800 m – 2:06,06 (12 lipca 1991, Kielce)
- bieg na 1000 m – 2:42,12 (17 sierpnia 1994, Sopot)
- bieg na 1500 m – 4:15,92 (20 sierpnia 1994, Białystok)
- bieg na 3000 m – 9:01,40 (5 sierpnia 1993, Sopot)
- bieg na 5000 m – 15:47,70 (23 lipca, 1994, Sopot) – 12. wynik w historii polskiej lekkoatletyki
- bieg na 10 000 m – 33:26,59 (29 sierpnia 1993, Suwałki)
- półmaraton – 1:13:12 (27 kwietnia 2003, Hamburg)
- maraton – 2:27:17 (20 kwietnia 1998, Boston) – 7. wynik w historii polskiej lekkoatletyki
- bieg na 3000 m (hala) – 9:09,09 (11 marca 1994, Paryż) – 8. wynik w historii polskiej lekkoatletyki

W 1994 uzyskała w biegu na 3000 m w hali czas 9:05,08, jednak nie może być on uznany za oficjalny, ponieważ bieg ten odbywał się razem z mężczyznami (tzw. „mixed race”).

## Osiągnięcia
- 1993 Mistrzostwa Polski Płock przełaj 6 km 3. miejsce
- 1993 Mistrzostwa Polski Kielce 1500 m 3. miejsce 4:16,70
- 1993 Mistrzostwa Polski Kielce 3000 m 3. miejsce 9:26,94
- 1994 Halowe mistrzostwa Europy Paryż 3000 m 7. miejsce 9:09,09
- 1994 Mistrzostwa Europy Helsinki 3000 m el. 9:01,95
- 1996 Mistrzostwa Polski Piła 1500 m 3. miejsce 4:20,39
- 1996 Mistrzostwa Polski Piła 5000 m 2. miejsce 16:01,57
- 1996 Mistrzostwa Polski Piła półmaraton 3. miejsce 1:13:32
- 1997 Mistrzostwa Polski Strzelce Krajeńskie przełaj 5 km 2. miejsce
- 1997 Mistrzostwa Polski Bydgoszcz 5000 m 2. miejsce 15:58,70
- 1997 Mistrzostwa Polski Bydgoszcz 10 000 m 1. miejsce 33:26,80
- 1997 Mistrzostwa Polski Brzeszcze półmaraton 1. miejsce 1:13:36
- 1997 Hamburg-Marathon 1. miejsce 2:29:27
- 1998 Boston Marathon 2. miejsce 2:27:17
- 1998 Mistrzostwa Europy Budapeszt maraton 11. miejsce 2:32:18
- 1999 Mistrzostwa Polski Kraków 5000 m 3. miejsce 16:12,51